# Erika Nissen
Erika Røring Møinichen Lie Nissen (Kongsvinger (comtat d'Innlandet, Noruega), 17 de gener, 1845 - Oslo, 27 d'octubre, 1903), va ser una pianista i professora de música noruega.

## Biografia
Amb la seva companya d'estudiant Agathe Backer-Grøndahl, va ser enviada pel seu professor Halfdan Kjerulf a Berlín per estudiar amb Theodor Kullak 1861-66. Allà es va comprometre amb el seu company d'estudi Rikard Nordraak. Després del seu debut el 1866, va passar tres anys a París. Entre altres coses, va estudiar Chopin amb Thomas Tellefsen i va descobrir Jenny Lind. A més, va fer gires per diversos països i va tocar, entre altres coses, per a la princesa hereva Alexandra d'Anglaterra. Després es va convertir en professora al conservatori de Copenhaguen i va conèixer Niels Wilhelm Gade.
Nissen va realitzar diverses gires de concerts tant a Noruega com a altres llocs d'Europa, i es va donar a conèixer, entre altres coses, per diverses primeres interpretacions d'obres musicals noruegues. Va rebre un sou d'artista estatal des de 1894.
Erika Nissen va estar casada amb el metge Oscar Egede Nissen del 1874 al 1895, i va tenir cinc fills amb ell. Es va convertir en la mare de l'advocada Erika Lie i del pianista i director d'orquestra Karl Nissen, amb qui va tocar molt.
Tant de petita com d'adult, Nissen va estar envoltada de diversos artistes i personalitats culturals contemporanis, com ara Ole Bull, Bjørnstjerne Bjørnson, Halfdan Kjerulf i Edvard Grieg, i durant un temps va estar compromesa amb el compositor Rikard Nordraak (1842–66), que, però, va morir jove.
El 1891, Nissen va començar com a professor de cant a l'escola de Ragna Nielsen, però sovint es va veure preocupada per forts mals de cap. L'estiu de 1892, Bjørnstjerne Bjørnson es va enamorar apassionadament d'una dona dotze anys més jove que ell i es va divorciar d'aquesta. L'esposa de Bjørnson estava consternada i la seva filla Bergljot va amenaçar el seu pare amb una pistola. Però Bjørnson no va deixar anar la senyora Nissen. Ragna Nielsen va escriure preocupada al seu amic Jonas Lie, que era el cosí i cunyat de l'Erika, que era germana de la seva dona Thomasine. La relació de Bjørnson amb Nissen va durar vuit mesos, fins que Bjørnson i la seva dona van anar a Roma a la tardor de 1893 per salvar el matrimoni.

## Família
Erika Nissen era filla del procurador i alcalde Michael Strøm Lie i Ingeborg Birgitte Møinichen, i bestia del pintor Jonas Lie. Va tenir quatre germans:
- Thomasine Lie, que estava casada amb el seu cosí, l'escriptor Jonas Lie,
- Ida Lie, que va ser una coneguda professora de piano,
- Birgitte Lie, es va casar amb Soot
- Sverre Lie

## Reconeixements
A Kongsvinger, Erika Nissen és honrada amb la carretera d'Erika Nissen a Lierrasta, i a Stavanger amb la carretera d'Erika Nissen a Stokka.